# Championnat du Cambodge de football 2020
Navigation
Édition précédente Édition suivante
La saison 2020 du Championnat du Cambodge de football est la trente-sixième édition du championnat national de première division au Cambodge. Les treize meilleurs clubs du pays sont regroupés au sein d'une poule unique et s'affrontent deux fois au cours de la compétition, à domicile et à l'extérieur.
Preah Khan Reach FC est le tenant du titre.

## Déroulement de la saison
Le National Defense Ministry Football Club reprend son ancien nom au début de cette saison, Royal Cambodian Armed Forces.
La saison débute le 15 février 2020, après la 5e journée, mi-mars, le championnat est interrompu à cause de la pandémie de Covid-19. Le championnat reprend le 4 juillet 2020, il a été décidé de ne pas jouer les matchs retour, mais après la 12e journée de scinder le championnat en deux en créant un play-off championnat avec les six premières équipes qui se rencontrent une fois et conservent les points acquis lors des douze premières journées.
Le même système s'applique aux sept derniers qui jouent le play-off relégation. Le dernier de ce mini-championnat sera relégué en deuxième division.

## Les clubs participants
- Electricité du Cambodge FC
- Boeung Ket Angkor
- Soltilo Angkor FC
- Nagaworld FC
- Asia Euro United
- Royal Cambodian Armed Forces anciennement National Defense Ministry FC
- National Police Commissary
- Phnom Penh Crown
- Preah Khan Reach FC nouveau nom de Svay Rieng FC
- Cambodian Tiger FC
- Kirivong Sok Sen Chey FC
- Visakha FC
- Bati Youth Football Academy

- Bati Youth Football Academy est une équipe de la fédération, de moins de 18 ans, pour permettre aux jeunes de jouer à un niveau plus élevé et de préparer l'équipe aux Jeux d'Asie du Sud-Est.

## Compétition

### Phase régulière
Le classement est établi sur le barème de points classique (victoire à 3 points, match nul à 1, défaite à 0). Pour départager les égalités, on tient d'abord compte de la différence de buts générale, puis du nombre de buts marqués, puis des confrontations directes.
| Rang | Équipe                       | Pts | J  | G  | N | P  | Bp | Bc | Diff |
| ---- | ---------------------------- | --- | -- | -- | - | -- | -- | -- | ---- |
| 1    | Boeung Ket Angkor            | 32  | 12 | 10 | 2 | 0  | 39 | 11 | +28  |
| 2    | Preah Khan Reach FC T        | 31  | 12 | 10 | 1 | 1  | 45 | 13 | +32  |
| 3    | Visakha FC C                 | 23  | 12 | 7  | 2 | 3  | 39 | 12 | +27  |
| 4    | Royal Cambodian Armed Forces | 23  | 12 | 7  | 2 | 3  | 20 | 18 | +2   |
| 5    | Phnom Penh Crown             | 22  | 12 | 6  | 4 | 2  | 35 | 11 | +24  |
| 6    | Nagaworld FC                 | 22  | 12 | 6  | 4 | 2  | 26 | 15 | +11  |
| 7    | Cambodian Tiger FC           | 21  | 12 | 6  | 3 | 3  | 22 | 12 | +10  |
| 8    | Kirivong Sok Sen Chey FC     | 11  | 12 | 3  | 2 | 7  | 16 | 27 | -11  |
| 9    | Asia Euro United             | 10  | 12 | 3  | 1 | 8  | 16 | 40 | -24  |
| 10   | Electricité du Cambodge FC   | 9   | 12 | 2  | 3 | 7  | 15 | 33 | -18  |
| 11   | National Police Commissary   | 7   | 12 | 2  | 1 | 9  | 17 | 34 | -17  |
| 12   | Soltilo Angkor FC            | 7   | 12 | 2  | 1 | 9  | 17 | 39 | -22  |
| 13   | Bati Youth Football Academy  | 4   | 12 | 0  | 2 | 10 | 4  | 46 | -42  |

|  | Qualification pour le play-off championnat                |
|  | T : Tenant du titre C : Vainqueur de la Coupe du Cambodge |

### Play off championnat
Les six premiers de la saison régulière se rencontrent une seule fois en emportant les points acquis.
| Rang | Équipe                       | Pts | J  | G  | N | P | Bp | Bc | Diff |
| ---- | ---------------------------- | --- | -- | -- | - | - | -- | -- | ---- |
| 1    | Boeung Ket Angkor            | 41  | 17 | 12 | 5 | 0 | 47 | 16 | +31  |
| 2    | Preah Khan Reach FC T        | 41  | 17 | 13 | 2 | 2 | 58 | 18 | +40  |
| 3    | Phnom Penh Crown             | 32  | 17 | 9  | 6 | 2 | 41 | 14 | +27  |
| 4    | Royal Cambodian Armed Forces | 27  | 17 | 8  | 3 | 6 | 26 | 29 | -3   |
| 5    | Visakha FC C                 | 25  | 17 | 7  | 4 | 6 | 43 | 21 | +22  |
| 6    | Nagaworld FC                 | 25  | 17 | 6  | 7 | 4 | 30 | 24 | +6   |

|  | Qualification pour l'AFC Cup                              |
|  | T : Tenant du titre C : Vainqueur de la Coupe du Cambodge |

- En cas d'égalité, les résultats en tête à tête font foi.
- Visakha FC qualifié pour la Coupe de l'AFC en tant que vainqueur de la Coupe du Cambodge.

### Play off relégation
Les sept derniers de la saison régulière se rencontrent une seule fois en emportant les points acquis. Le dernier est relégué en deuxième division.
| Rang | Équipe                      | Pts | J  | G  | N | P  | Bp | Bc | Diff |
| ---- | --------------------------- | --- | -- | -- | - | -- | -- | -- | ---- |
| 1    | Cambodian Tiger FC          | 36  | 18 | 11 | 3 | 4  | 35 | 22 | +13  |
| 2    | Kirivong Sok Sen Chey FC    | 23  | 18 | 7  | 2 | 9  | 32 | 34 | -2   |
| 3    | National Police Commissary  | 20  | 18 | 6  | 2 | 10 | 30 | 39 | -9   |
| 4    | Asia Euro United            | 19  | 18 | 6  | 1 | 11 | 31 | 52 | -21  |
| 5    | Electricité du Cambodge FC  | 11  | 18 | 2  | 5 | 11 | 25 | 52 | -27  |
| 6    | Soltilo Angkor FC           | 11  | 18 | 3  | 2 | 13 | 26 | 57 | -31  |
| 7    | Bati Youth Football Academy | 7   | 18 | 1  | 4 | 13 | 11 | 58 | -47  |

|  | Relégation en deuxième division                           |
|  | T : Tenant du titre C : Vainqueur de la Coupe du Cambodge |

## Bilan de la saison
| Championnat du Cambodge de football 2020                             |                              |
| Champion                                                             | Boeung Ket Angkor (4e titre) |
| Coupes et trophées                                                   |                              |
| Vainqueur de la Coupe du Cambodge 2020                               | Visakha FC                   |
| Qualifications continentales                                         |                              |
| Coupe de l'AFC 2021                                                  | Boeung Ket Angkor Visakha FC |
| Promotions et relégations                                            |                              |
| Promus en Championnat du Cambodge de football                        | Prey Veng FC                 |
| Relégués en Championnat du Cambodge de football de deuxième division | Bati Youth Football Academy  |